# Центральний (стадіон, Гісар)
Центральний стадіон Гісар або Марказі (тадж. Варзишгоҳи марказии Ҳисор) - багатофункціональний стадіон у таджикистанському місті Гісар (Гісарський район РРП), за 12 км на захід від Душанбе. Був побудований у 2014—2015 роках, відкритий у жовтні 2015 року. Один з найбільших стадіонів Таджикистану, вміщує 20 тисяч глядачів. Домашні матчі на цьому стадіоні проводить футбольний клуб «Баркчи». Також окремі матчі на цьому стадіоні проводять національна збірна Таджикистану, юнацька та молодіжна збірні країни, а також деякі клуби з Вищої ліги чемпіонату Таджикистану, власні стадіони яких з різних причин не допустили для проведення матчів Вищої ліги.

## Історія
Стадіон урочисто відкрили 27 жовтня 2015 року, і був присвячений 3000-річчю Гісара. В урочистому відкритті брав участь президент Таджикистану Емомалі Рахмон. Будівництво стадіону обійшлося в трохи більше ніж 42 мільйони сомоні.У липні 2017 року стадіон вперше прийняв у себе матчі міжнародного турніру - Кубок ФАЦА серед юнацьких збірних до 15 років.
4 листопада 2017 року на стадіоні Гісар пройшов фінальний матч Кубка АФК 2017, в якому зустрічалися душанбінський "Істіклол" та іракський "Аль-Кува" ("Ейр Форс"). Матч завершився з рахунком 0:1 на користь іракського клубу, який став володарем Кубка АФК-2017.